# Turnaround (웨스트라이프의 음반)
| 전문가 평가   | 전문가 평가 |
| 평가 점수     | 평가 점수   |
| 출처          | 점수        |
| ------------- | ----------- |
| AllMusic      | [ 1 ]       |
| BBC Music     | mixed       |
| NZgirl        | [ 3 ]       |
| RTÉ.ie        | [ 4 ]       |
| The Music Fix | (2/10)      |

《Turnaround》는 2003년 11월 24일, BMG에 의해 발매된 아일랜드의 보이 밴드 웨스트라이프의 네 번째 스튜디오 음반이다. 첫 번째 싱글은 업비트 트랙인 〈Hey Whatever〉였다. 다음 싱글은 배리 매닐로의 히트곡인 〈Mandy〉의 커버였다. 그 밴드의 버전은 그들에게 12번째 영국 넘버원과 올해의 아일랜드 레코드 상을 안겨주었다. 원곡인 〈Obvious〉는 그 음반에서 발매된 세 번째이자 마지막 싱글이었다.
《Turnaround》는 또한 이듬해 3월에 밴드를 떠난 멤버 브라이언 맥패든과 함께 그들의 완전한 오리지널 라인업으로 녹음된 마지막 음반이었다. 이 음반은 영국에서 2003년에 23번째로 많이 팔린 음반이었다. 이 음반은 2005년 1월 25일, 데뷔 음반인 《Westlife》와 함께 박스 세트로 재발매되었다. 이 음반은 음악 비평가들로부터 호평을 받았고, 영국과 아일랜드 차트에서 1위를 차지했으며, 많은 나라에서 상위 10위에 올랐다.

## 배경

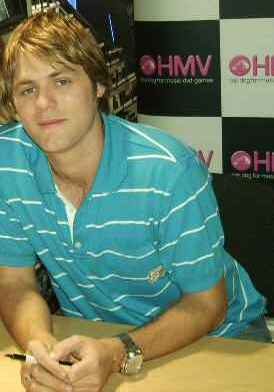
브라이언 맥패든은 가족과 아이들을 위해 웨스트라이프를 떠났다고 말했다.

《Westlife》 (1999년), 《Coast to Coast》 (2000년), 《World of Our Own》 (2001년)의 세 개의 성공적인 음반 이후, 밴드는 2002년 해체 소문 속에서 그들의 첫 번째 베스트 음반인 《Unbreakable – The Greatest Hits Volume 1》을 발표했다. 베스트 음반 이후, 밴드는 2003년 12월 23일에 그들의 네 번째 스튜디오 음반으로 《Turnaround》를 발표했다. 키안 이건은 "웨스트라이프에 대한 우리의 열정과 사랑은 여전히 100%이다"라고 말했고, 그룹은 《Turnaround》가 아직 그들의 최고 음반이라고 느꼈다.
《Turnaround》는 리드 보컬 브라이언 맥패든과 함께 한 이 밴드의 마지막 음반으로, 그들의 네 번째 월드 투어에 착수하기 3주 전에 "가족이 있을 때 두 개의 삶을 저글링하는 것은 어렵다"라고 진술했다. 그는 이후 솔로 아티스트로 다시 등장했고 보이 밴드 감금과 관련된 요구 사항에 대해 불평을 공언했다. 《더 저널》의 윌 말로우와 인터뷰했을 때, 맥패든은 "저는 〈Mandy〉와 같은 노래를 부르기 위해 서 있었고 심지어 제가 맨디를 만난 적이 없을 때 모두 감정적이었습니다"라고 말했다.

## 상업적 성과
《Turnaround》는 영국 음반 차트에서 1위로 데뷔했고, 정상에 데뷔한 그 밴드의 네 번째 음반이 되었다. 그것은 그 차트에서 21주를 보냈다. 그것은 또한 아이리시 음반 차트에서 1위로 데뷔했고, 정상에서 한 주를 더 보냈다. 그것은 그 차트에서 총 18주를 보냈다. 그 음반은 2003년 11월 28일에 10위로 데뷔했던 스웨덴에서도 성공적이었다. 그 후, 그것은 6위로 올랐고, 셋째 주에는 5위로 2003년 12월 12일에 정점을 찍었다.
덴마크에서는 2003년 12월 5일 덴마크 음반 차트에서 4위로 데뷔했다. 이 차트에서 16주를 보냈다. 오스트리아에서는 2003년 12월 7일 오스트리아 음반 차트에서 42위로 정점을 찍었다. 이후 63위로 하락한 반면, 셋째 주에는 53위로 상승했다. 몇 주 동안 차트를 변동시킨 후 이 음반은 73위에서 60위로 순위가 상승했다. 점프 후 48위로 상승했다. 이 차트에서 10주를 보냈다.

## 곡 목록
| #            | 제목                         | 작사·작곡                                                                | 프로듀서                                                            | 재생 시간 |
| ------------ | ---------------------------- | ------------------------------------------------------------------------ | ------------------------------------------------------------------- | --------- |
| 1.           | 〈Mandy〉                    | Scott English, Richard Kerr                                              | Steve Mac                                                           | 3:21      |
| 2.           | 〈Hey Whatever〉             | Wayne Hector, Mac, Carl Papenfus, Ken Papenfus                           | Mac                                                                 | 3:30      |
| 3.           | 〈Heal〉                     | Nick Jarl, Savan Kotecha                                                 | Mac                                                                 | 3:08      |
| 4.           | 〈Obvious〉                  | Pilot (Tosh / Bairnson / Paton / Lyall), Savan Kotecha, Andreas Carlsson | Jake Schulze, Kristian Lundin, Karl Engström, Quiz & Larossi (add.) | 3:32      |
| 5.           | 〈When a Woman Loves a Man〉 | Andreas Romdhane, Kotecha, Jimmy McCarthy                                | Quizlarossi                                                         | 3:39      |
| 6.           | 〈On My Shoulder〉           | Hector, Mac                                                              | Mac                                                                 | 3:58      |
| 7.           | 〈Turn Around〉              | Hector, Mac                                                              | Mac                                                                 | 4:23      |
| 8.           | 〈I Did It for You〉         | Diane Warren                                                             | Mac                                                                 | 3:31      |
| 9.           | 〈Thank You〉                | Hector, Mac, Simon Perry                                                 | Mac                                                                 | 4:04      |
| 10.          | 〈To Be with You〉           | David Grahame, Eric Martin                                               | Mac                                                                 | 3:22      |
| 11.          | 〈Home〉                     | Hector, Mac                                                              | Mac                                                                 | 4:06      |
| 12.          | 〈Lost in You〉              | Tommy Sims, Wayne Kirkpatrick, Gordon Kennedy                            | Cutfather & Joe                                                     | 3:37      |
| 13.          | 〈What Do They Know?〉       | Hector, Mac, Don Black, McCarthy                                         | Mac                                                                 | 3:20      |
| 총 재생 시간 | 총 재생 시간                 | 총 재생 시간                                                             | 총 재생 시간                                                        | 43:54     |

## 인증
| 국가                                                  | 인증        | 판매량/출하량 |
| ----------------------------------------------------- | ----------- | ------------- |
| 덴마크 (IFPI Danmark)                                 | 골드        | 20,000^       |
| 싱가포르 (RIAS)                                       | 골드        | 5,000*        |
| 스웨덴 (GLF)                                          | 골드        | 30,000^       |
| 영국 (BPI)                                            | 2× 플래티넘 | 752,583       |
| 요약                                                  |             |               |
| 유럽 (IFPI)                                           | 플래티넘    | 1,000,000*    |
| *판매량을 기반으로 한 인증 ^출하량을 기반으로 한 인증 |             |               |